# Russell Lissack
Russell Dean Lissack, nació el 11 de marzo de 1981 en Chingford, Inglaterra, y se hizo conocido por ser el guitarrista líder de la banda de Art-Rock, Bloc Party. Se piensa que el vocalista del grupo, Kele Okereke, y Russell asistieron a la misma escuela secundaria. Admira fervientemente a Jonny Greenwood de Radiohead.

## Antes y Durante de Bloc Party
Russell desde muy pequeño tuvo atracción por la música, ya que cuando asistió a su primer concierto se dio cuenta de que eso es lo que el quería hacer. A los 15 años de edad obtuvo su primera guitarra con todo el kit que la componía y estuvo practicando por horas, más tarde tomo algunas lecciones de guitarra y tiempo después las dejó. Russell estudió sociología en la Universidad de South Bank, pero semanas antes de su graduación, no pudo asistir pues empezaba el primer tour por toda Europa de Bloc Party y no pudo graduarse como sociólogo.
Kele Okereke llegó a referirse a él como "Silent but Deadly" (Silencioso pero mortal) en el Reading Festival del 2007 donde Russell respondió con ovaciones. Es considerado el más tímido y tranquilo de todos los Bloc Party. Es rara la vez cuando él habla en las entrevistas.

## Proyectos Alternos
Russell actualmente tiene un dúo llamado Pin Me Down, junto con Milena Mepris, en el cual él, por supuesto, toca la guitarra. Milena se refiere a él como "Zuricata" porque para ella físicamente Russell tiene esa apariencia.

## Vida personal
Russell está comprometido con su novia Melanie Hunter, con quien paso las navidades del 2007. Es vegetariano y recientemente salió en la Vegetarian Magazine (Revista Vegetariana), donde habló de su cena de Navidad, donde menciona que es algo tradicional, él gusta de un filete de Quorn (Marca del Producto) para sustituir la carne.

## Equipo e Influencias
El Equipo de Russell se conforma de 3 Guitarras Fender Telecaster, 2 Fender Telecaster Custom, utiliza una Gibson Les Paul - Sunburst, una Epiphone SG y una Fender Jaguar. También para poder lograr algunos efectos en las diferentes canciones de sus discos utiliza diferentes pedaleras de efectos:
- BOSS LS-2 Line Selector.
- BOSS DD-6 Delay (audio effect).
- BOSS DD-5 x2 (1 set to reverse)Delay (audio effect).
- BOSS DD-3 Digital Delay
- BOSS OS-2 Overdrive/Distortion
- BOSS DS-1 Distortion
- BOSS DS-2 Turbo Distortion
- BOSS PS-5 Super Shifter. x2
- BOSS PW-10 Wah
- BOSS TR-2 Tremolo.
- BOSS TU-2 Tuner.
- BOSS RV-5 Reverb.
- Electro-Harmonix Big Muff.
- Electro-Harmonix Deluxe Memory Man.
- Ernie Ball 6165 Stereo Volume/Pan Pedal.
- Electro Harmonix POG PolyPhonic Octave Pedal.
- Electro Harmonix Bass Micro Synth.
- Dunlop Cry Baby Wah
- BOSS V-Wah
- Ibanez Weeping Demon Wah
- Korg Kaoss Pad
- DigiTech XP100 Whammy
- Pro Co Rat

Y sus Amplificadores Fender Hot Rod Deluxe.
Russell ha mencionado artistas que tienen mayor influencia sobre su manera de tocar la guitarra: Radiohead, Manic Street Preachers, Sonic Youth, Suede, Blur, The Smashing Pumpkins, New Order, The Smiths, Prince, Weezer; y menciona personalidades como: Graham Coxon y especialmente a Jonny Greenwood de Radiohead, quien por este último Russell utiliza guitarras Fender Telecaster.